# Katrin Apel
Katrin Apel (n. 4 mai 1973, Erfurt, RDG) este o biatlonistă ce a reprezentat Germania, medaliată olimpică. A participat la 3 ediții ale Jocurilor Olimpice (1998, 2002, 2006) în care a câștigat două medalii de aur, o medalie de argint și o medalie de bronz.